# Canton de Montlhéry
Le canton de Montlhéry est une ancienne division administrative et circonscription électorale française située dans le département de l’Essonne et la région Île-de-France.

## Géographie

### Situation
| Type d’occupation           | Pourcentage | Superficie (en hectares) |
| --------------------------- | ----------- | ------------------------ |
| Espace urbain construit     | 30,2 %      | 1 442,73                 |
| Espace urbain non construit | 8,4 %       | 401,95                   |
| Espace rural                | 61,4 %      | 2 934,15                 |
| Source : Iaurif             |             |                          |

Le canton de Montlhéry était organisé autour de la commune de Montlhéry dans l’arrondissement de Palaiseau. Son altitude variait entre trente-sept mètres à Longpont-sur-Orge et cent soixante-douze mètres à Marcoussis, pour une altitude moyenne de cent quatre mètres.

### Composition
Le canton de Montlhéry comptait sept communes :
| Communes                 | Population (2012) | Code postal | Code Insee  |
| ------------------------ | ----------------- | ----------- | ----------- |
| La Ville-du-Bois         | 7 138 hab.        | 91620       | 91 3 20 665 |
| Linas                    | 6 479 hab.        | 91310       | 91 3 20 339 |
| Longpont-sur-Orge        | 6 561 hab.        | 91310       | 91 3 20 347 |
| Marcoussis               | 7 909 hab.        | 91460       | 91 3 20 363 |
| Montlhéry                | 6 840 hab.        | 91310       | 91 3 20 425 |
| Nozay                    | 4 731 hab.        | 91620       | 91 3 20 458 |
| Saint-Jean-de-Beauregard | 278 hab.          | 91940       | 91 3 20 560 |

### Démographie
| 1968   | 1975   | 1982   | 1990   | 1999   | 2006   | 2011   | 2012   |
| ------ | ------ | ------ | ------ | ------ | ------ | ------ | ------ |
| 13 387 | 19 122 | 23 943 | 28 754 | 34 174 | 38 655 | 40 134 | 40 668 |

### Pyramide des âges
| Hommes | Classe d’âge | Femmes |
| ------ | ------------ | ------ |
| 0,2    | 90 ans ou +  | 1,2    |
| 3,3    | 75 à 89 ans  | 5,2    |
| 11,3   | 60 à 74 ans  | 11,7   |
| 20,9   | 45 à 59 ans  | 20,1   |
| 22,8   | 30 à 44 ans  | 22,8   |
| 19,4   | 15 à 29 ans  | 17,9   |
| 22,0   | 0 à 14 ans   | 21,2   |

| Hommes | Classe d’âge | Femmes |
| ------ | ------------ | ------ |
| 0,3    | 90 ans ou +  | 0,8    |
| 4,4    | 75 à 89 ans  | 6,7    |
| 11,3   | 60 à 74 ans  | 11,9   |
| 19,9   | 45 à 59 ans  | 20,0   |
| 21,9   | 30 à 44 ans  | 21,4   |
| 20,6   | 15 à 29 ans  | 19,2   |
| 21,7   | 0 à 14 ans   | 20,0   |

## Historique
Entre 1793 et 1801, le canton de Montlhéry dans l’ancien département de Seine-et-Oise et l’ancien district de Corbeil comprenait les communes de Bretigny, Epinay sur Orge, Fleury Mérogis, Grigny, Leuville, Linois, Longpont, Montlhéry, Morsang sur Orge, Plessis Pâté, Saint-Michel, Sainte Genevieve des Bois, Villemoisson et Villiers sur Orge.
Le canton de Monthléry fut créé par le décret no 67-589 du 20 juillet 1967, il regroupait à l’époque les communes de Montlhéry, Linas, Longpont-sur-Orge, Marcoussis, Nozay, Saint-Jean-de-Beauregard et La Ville-du-Bois.

## Représentation

### Conseillers généraux du canton de Montlhéry
| Période | Période | Identité           | Étiquette      | Qualité                                                  |
| ------- | ------- | ------------------ | -------------- | -------------------------------------------------------- |
| 1967    | 1985    | Roger Vuillemey    | DVD            | Maire de Linas                                           |
| 1985    | 1998    | Maurice Picard     | DVD            | Artisan plombier retraité Maire de Montlhéry (1971-1995) |
| 1998    | 2011    | François Pelletant | DVD puis Cap21 | Maire de Linas                                           |
| 2011    | 2015    | Jérôme Cauët       | PS             | Inspecteur du Travail Adjoint au maire de Marcoussis     |

### Résultats électoraux
Élections cantonales, résultats des deuxièmes tours :
- Élections cantonales de 1992 : 41,59 % pour Maurice Picard (DVD), 29,85 % pour Éric Cochard (PS), 67,09 % de participation[7].
- Élections cantonales de 1998 : 54,04 % pour François Pelletant (DVD), 45,96 % pour Éric Cochard (PS), 52,99 % de participation[8].
- Élections cantonales de 2004 : 51,06 % pour François Pelletant (DVD), 48,87 % pour Delphine Antonetti (PS), 67,42 % de participation[9].
- Élections cantonales de 2011 : 53,01 % pour Jérôme Cauët (PS), 46,99 % pour François Pelletant (DIV), 39,97 % de participation[10].

## Économie

### Emplois, revenus et niveau de vie
| Répartition des emplois par catégories socioprofessionnelles en 2006. |              |                                           |                                                   |                            |                          |                           |
|                                                                       | Agriculteurs | Artisans, commerçants, chefs d’entreprise | Cadres et professions intellectuelles supérieures | Professions intermédiaires | Employés                 | Ouvriers                  |
| Canton de Montlhéry                                                   | 0,1 %        | 6,3 %                                     | 21,5 %                                            | 25,9 %                     | 28,3 %                   | 18,0 %                    |
| Département de l’Essonne                                              | 0,2 %        | 4,5 %                                     | 22,1 %                                            | 27,7 %                     | 27,6 %                   | 17,9 %                    |
| Moyenne nationale                                                     | 2,2 %        | 6,0 %                                     | 15,4 %                                            | 24,6 %                     | 28,7 %                   | 23,2 %                    |
| Répartition des emplois par secteurs d’activités en 2006.             |              |                                           |                                                   |                            |                          |                           |
|                                                                       | Agriculture  | Industrie                                 | Construction                                      | Commerce                   | Services aux entreprises | Services aux particuliers |
| Canton de Montlhéry                                                   | 0,9 %        | 12,4 %                                    | 9,2 %                                             | 19,5 %                     | 16,3 %                   | 7,9 %                     |
| Département de l’Essonne                                              | 0,8 %        | 11,5 %                                    | 6,1 %                                             | 15,4 %                     | 18,8 %                   | 6,4 %                     |
| Moyenne nationale                                                     | 3,5 %        | 15,2 %                                    | 6,4 %                                             | 13,3 %                     | 13,3 %                   | 7,6 %                     |
| Sources : Insee,                                                      |              |                                           |                                                   |                            |                          |                           |